# Tuffi ai III Giochi europei - Trampolino 1 metro femminile
La competizione del trampolino 1 metro femminile ai Giochi europei di Kraków Małopolska 2023 si è svolta il 26 giugno 2023, presso l'Arena dei tuffi di Rzeszów, in Polonia. Per la prima volta, i campionati europei di tuffi sono stati integrati nei Giochi europei, la competizione ha quindi assegnato anche il titoli dell'8ª edizione dei campionati europei di tuffi.
Il turno preliminare si è svolto alle ore 10:00. La finale si è svolta alle ore 16:00.

## Risultati
In verde sono indicati i finalisti
| Class   | Tuffaore               | Nazionalità   | Preliminare | Preliminare | Finale          | Finale          |
| Class   | Tuffaore               | Nazionalità   | Punti       | Class       | Punti           | Class           |
| ------- | ---------------------- | ------------- | ----------- | ----------- | --------------- | --------------- |
| Oro     | Michelle Heimberg      | Svizzera      | 253.60      | 4           | 273.25          | 1               |
| Argento | Emilia Nilsson Garip   | Svezia        | 274.35      | 1           | 273.10          | 2               |
| Bronzo  | Grace Reid             | Gran Bretagna | 254.50      | 3           | 266.90          | 3               |
| 4       | Chiara Pellacani       | Italia        | 255.40      | 2           | 264.35          | 4               |
| 5       | Lena Hentschel         | Germania      | 253.35      | 5           | 260.75          | 5               |
| 6       | Elena Bertocchi        | Italia        | 247.70      | 6           | 250.65          | 6               |
| 7       | Jette Müller           | Germania      | 241.20      | 8           | 248.80          | 7               |
| 8       | Kaja Skrzek            | Polonia       | 242.30      | 7           | 247.70          | 8               |
| 9       | Hanna Pys'mens'ka      | Ucraina       | 228.25      | 10          | 236.80          | 9               |
| 10      | Lauren Hallaselkä      | Finlandia     | 223.95      | 12          | 233.50          | 10              |
| 11      | Helle Tuxen            | Norvegia      | 235.45      | 9           | 232.65          | 11              |
| 12      | Caroline Kupka         | Norvegia      | 225.10      | 11          | 223.90          | 12              |
| 13      | Aleksandra Błażowska   | Polonia       | 222.85      | 13          | Non qualificate | Non qualificate |
| 14      | Rocío Velázquez        | Spagna        | 215.55      | 14          | Non qualificate | Non qualificate |
| 15      | Madeline Coquoz        | Svizzera      | 212.60      | 15          | Non qualificate | Non qualificate |
| 16      | Holly Prasanto         | Gran Bretagna | 208.80      | 16          | Non qualificate | Non qualificate |
| 17      | Elna Widerström        | Svezia        | 204.30      | 17          | Non qualificate | Non qualificate |
| 18      | Džeja Delanija Patrika | Lettonia      | 201.65      | 18          | Non qualificate | Non qualificate |
| 19      | Patrícia Kun           | Ungheria      | 201.50      | 19          | Non qualificate | Non qualificate |
| 20      | Vita Šlajūtė           | Lituania      | 197.50      | 20          | Non qualificate | Non qualificate |
| 21      | Amelie Foerster        | Romania       | 191.05      | 21          | Non qualificate | Non qualificate |
| 22      | Clare Cryan            | Irlanda       | 187.85      | 22          | Non qualificate | Non qualificate |
| 23      | Estilla Mosena         | Ungheria      | 185.05      | 23          | Non qualificate | Non qualificate |
| 24      | Tereza Jelínková       | Rep. Ceca     | 167.60      | 24          | Non qualificate | Non qualificate |
| 25      | Urtė Valeišaitė        | Lituania      | 159.05      | 25          | Non qualificate | Non qualificate |